# Gobierno interino de Nicolás Maduro
El gobierno interino de Nicolás Maduro fue el primer mandato suyo como presidente, cuando dejó su cargo de vicepresidente de Venezuela tras el anuncio de la muerte del presidente Hugo Chávez en marzo de 2013 (seis meses después de ser electo por el Partido Socialista Unido de Venezuela), y comenzando un gobierno formal tras las elecciones de 2013.
Maduro había sido encargado en diciembre de 2012 con ciertos poderes en materia económica por parte de Chávez, quien lo nombró su sucesor si moría.
El proyecto del cuarto gobierno de Chávez, que hubiese durado entre 2013 y 2019, estaba definido en el Plan de la Patria, pero no llegó a iniciarse legalmente debido a su muerte. A pesar de esto, Maduro tomó dicho plan como base de su gobierno.

## Antecedentes

### Campaña presidencial de Chávez
Después del fracaso de la reforma a la Constitución en 2007 que contemplaba aumentar el período presidencial de seis a siete años y que establecería la reelección indefinida de la presidencia, Chávez propuso una enmienda a la Constitución para únicamente habilitar la reelección indefinida de todos los cargos políticos, que resultó aprobada mediante voto popular y le permitió lanzarse a otro gobierno.
La publicista brasileña Mônica Moura, detenida junto a su esposo João Santana y acusada de corrupción en el caso de corrupción de la empresa Petrobras, declaró a la policía brasileña que la campaña de Chávez costó 35 millones de dólares y fue financiada ilegalmente por Odebrecht. Después de ésta, Chávez venció a Henrique Capriles en las elecciones presidenciales de 2012.

### Enfermedad de Chávez y sucesión de Maduro
Chávez fue diagnosticado de cáncer en 2011 y durante su cuarto gobierno se realizó intervenciones quirúrgicas en Cuba, tema del cual se supieron pocos detalles. Debido a su estado de salud, Chávez delegó la mayoría de sus responsabilidades en su vicepresidente Nicolás Maduro. En su última aparición pública en diciembre de 2012, Chávez le pidió a sus seguidores que eligieran a Nicolás Maduro en su posible ausencia y posteriormente viajó a Cuba a operarse. Guillermo Cochez, antiguo embajador de Panamá ante la Organización de Estados Americanos afirmó en febrero de 2013 que según la información que él manejaba, supuestamente Chávez tenía muerte cerebral desde el 30 de diciembre de 2012. El 5 de marzo de 2013 Maduro anunció la muerte de Chávez.

## Elecciones de 2013
Por mandato legal, Maduro asumió como presidente hasta que renovó su mandato después de las controvertidas elecciones presidenciales de 2013 en contra de Henrique Capriles del partido Primero Justicia, parte de la Mesa de la Unidad Democrática.